# Ruin (Livland)
Ruin är ett landområde (grevskap och härad) i Livland som bland annat, genom förläning, innehafts av Lars Jespersson Cruus. I vissa källor från 1600-talet stavas det Thwin, Thuin eller Twin, och enligt bland andra Klingspor 1881 är Ruin detsamma som Ruijen eller Rujen.